# Rio Arahura

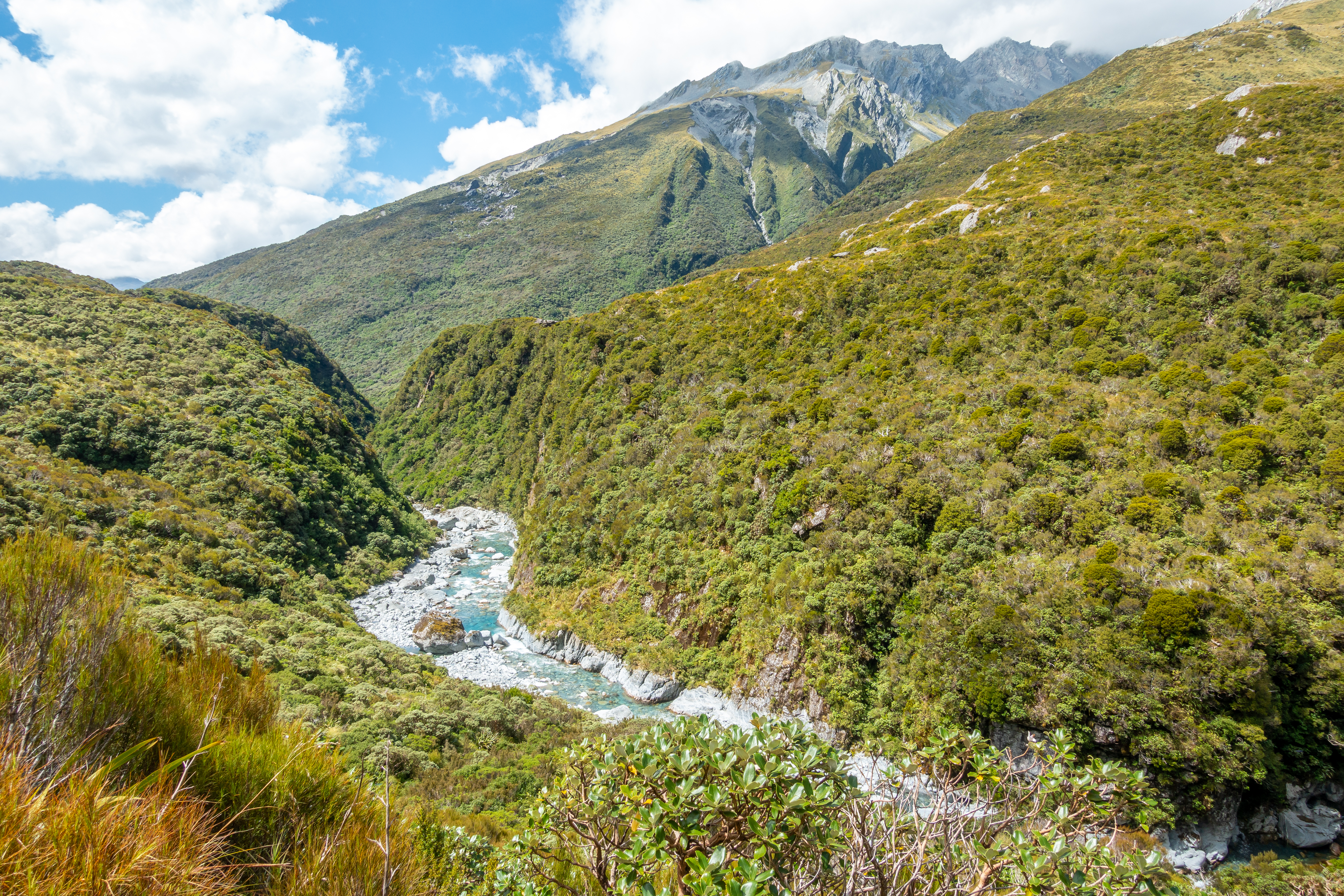
Rio Arahura, Three Passes Track.

O rio Arahura é um rio localizado na Costa Oeste da Ilha do Sul de Nova Zelândia.
Tem cerca de 56 km (35 milhas) de comprimento e deságua no Mar da Tasmânia a oito quilômetros a norte de Hokitika, perto de Arahura Pa. O curso inferior do rio Arahura foi, no passado, um grande porvedor de ouro - e foi extensamente minado, mas está agora esgotado. É também uma importante fonte de Pounamu (pedra verde ou "greenstone") para os maoris.